# Syngonorthus bilineata
Syngonorthus bilineata är en fjärilsart som beskrevs av W. Warren 1897. Syngonorthus bilineata ingår i släktet Syngonorthus och familjen mätare. Inga underarter finns listade i Catalogue of Life.